# Danderyd (Gemeinde)
Koordinaten: 59° 25′ N, 18° 2′ O

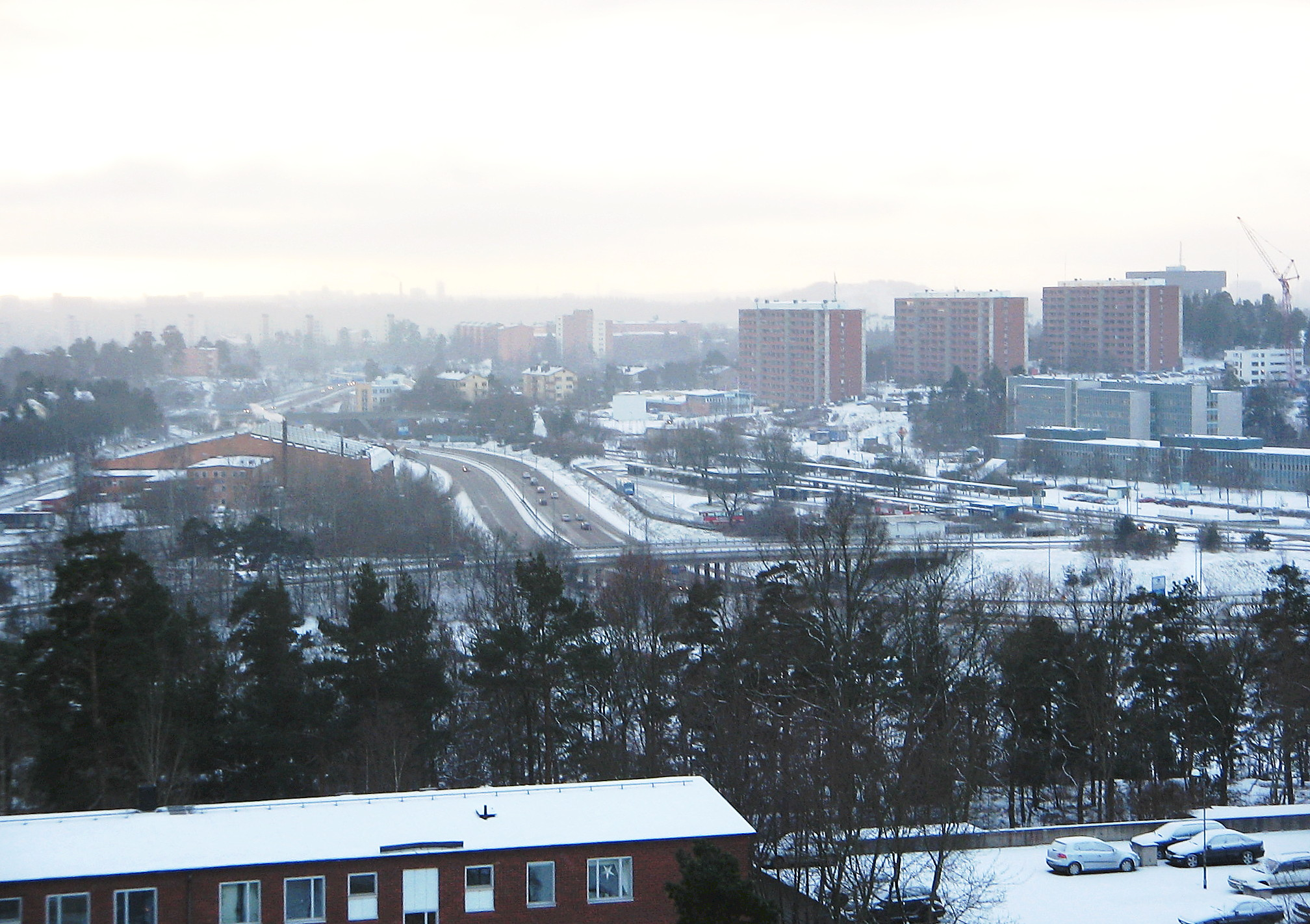
Blick über Danderyd

Danderyd ist eine Gemeinde (schwedisch kommun) in Schweden, deren Süden an Stockholm grenzt. Die Gemeinde ist Teil der Verwaltungseinheit Stockholms län.

## Geschichte
Das Gräberfeld von Osby (auch Ösby) liegt in Danderyd.
Danderyd wurde 1971 durch Zusammenschluss der Gemeinden Danderyds köping und Djursholms stad geschaffen. Es besteht aus den vier Ortsteilen Danderyd, Djursholm, Enebyberg und Stocksund.

## Wirtschaft und Politik
Danderyd ist die mit Abstand reichste Gemeinde Schwedens, da sich viele wohlhabende Stockholmer in einer der Villen in Danderyd niedergelassen haben. Die Politik in der Gemeinde wird seit Jahren von der Moderata samlingspartiet (Moderate Sammlungspartei) bestimmt.

### Städtepartnerschaften
Danderyd unterhält eine Städtepartnerschaft mit der finnischen Gemeinde Kauniainen. Kauniainen hat eine sehr ähnliche Geschichte wie Danderyd, wurde sie doch 1903 unter dem (schwedischen) Namen Grankulla  als Villenvorort von Helsinki gegründet.

## Persönlichkeiten

### In Danderyd geboren
- Rolf Blomberg (1912–1996), Forschungsreisender, Autor, Fotograf und Dokumentarfilmer
- Claes-Göran Hederström (1945–2022), Sänger
- Anna Ehrner (* 1948), Glas- und Produktdesignerin
- George Horvath (1960–2022), Moderner Fünfkämpfer
- Irina Björklund (* 1973), Schauspielerin und Sängerin
- Andreas Mikael Carlsson (* 1973), Songwriter und Musikproduzent
- Angelica Ljungqvist (* 1974), Volleyball- und Beachvolleyballspielerin
- Johanna Persson (* 1978), Badmintonspielerin
- Sara Persson (* 1980), Badmintonspielerin
- Sofia von Schweden (* 1984), Adelige
- Eva Svensson (* 1987), Skilangläuferin
- Benjamin Ingrosso (* 1997), Sänger
- Nicolas von Schweden (* 2015), Adeliger

### In Danderyd verstorben
- Laura Fitinghoff (1848–1908), Schriftstellerin
- Rosa Fitinghoff (1872–1949), Schriftstellerin
- Marie Fredriksson (1958–2019), Sängerin und Autorin